# Hausen, Kelheim
Hausen är en kommun och ort i Landkreis Kelheim i Regierungsbezirk Niederbayern i förbundslandet Bayern i Tyskland.
Kommunen ingår i kommunalförbundet Langquaid tillsammans med köpingen Langquaid och kommunen Herrngiersdorf.